# Щучинский сельсовет (Гродненская область)
Щучинский сельсовет (бел. Шчучынскі сельсавет) — административная единица на территории Щучинского района Гродненской области Белоруссии. Административный центр — агрогородок Турья.

## История
В 2002 году деревня Топилишки из Щучинского сельсовета включена в состав Лядского сельсовета.

## Состав
Щучинский сельсовет включает 22 населённых пункта:
- Барташи — деревня.
- Будровцы — деревня.
- Буйвичи — деревня.
- Давлюдовщина — деревня.
- Домутевцы — деревня.
- Дубровляны — деревня.
- Ельня — деревня.
- Жадейки — деревня.
- Жиличи — деревня.
- Заречье — деревня.
- Милевцы — деревня.
- Мицари — деревня.
- Новоселки — деревня.
- Огородники — деревня.
- Плянты — деревня.
- Поплово — деревня.
- Скоржики — деревня.
- Турья — агрогородок.
- Шнипки — деревня.
- Юшки — деревня.
- Янчуки — деревня.

Упразднённые населённые пункты на территории сельсовета:
- Первомайская — деревня.